# Ptiloglossa concinna
Ptiloglossa concinna là một loài Hymenoptera trong họ Colletidae. Loài này được Moure mô tả khoa học năm 1987.